# Plagiochila circinalis
Plagiochila circinalis là một loài rêu trong họ Plagiochilaceae. Loài này được Lehm. & Lindenb. mô tả khoa học đầu tiên năm 1844.
Danh pháp khoa học của loài này chưa được làm sáng tỏ. 